# Monthly Shōnen Ace
Il Monthly Shōnen Ace (月刊少年エース?, Gekkan Shōnen Ēsu) è una rivista di manga shōnen giapponese pubblicata dalla Kadokawa Shoten dal 1994. Diversamente dalle altre riviste di genenre shōnen, che di solito sono settimanali, lo Shōnen Ace è mensile e punta su un minor numero di lettori, anche attraverso il tie-in, ovvero i fumetti tratti dagli anime.

## Manga pubblicati
- Angelic Layer
- B't X
- Blood+
- Brain Powerd
- Danganronpa: The Animation
- Date A Live
- Daydream
- Deadman Wonderland
- Earth Cape Misaki
- Eden's Bowy
- Eureka Seven
- Fate Stay Night
- Girls Bravo
- Grenadier
- Guyver
- Hajimete no gal
- Isekai Cheat Magician
- Kannazuki no Miko
- Kerberos Panzer Cop
- Keroro Gunso
- King of Fighters '94
- Koudelka
- Lucky Star
- Macross 7 Trash
- Mobile Suit Crossbone Gundam
- Mobile Suit Gundam Seed Astray R
- MPD Psycho
- Mushi-Uta
- Narue no Sekai
- Neon Genesis Evangelion
- Record of Lodoss War: Chronicles of the Heroic Knight
- Roku de nashi majutsu kōshi to akashic records
- S-cry-ED
- Samurai Champloo
- Steel Angel Kurumi, originariamente sul Monthly Ace Next
- Sword Art Online: Unital Ring
- Vision of Escaflowne, versione shōnen, la versione shōjo venne serializzata sul Asuka Fantasy DX
- Welcome to the NHK